# Rhyl
Rhyl (Y Rhyl in gallese) è una cittadina di circa 25 000 abitanti situata sulla costa nord del Galles, presso la foce del fiume Clwyd, a circa 80 km da Liverpool. Affacciata sul mare d'Irlanda, Rhyl è una delle stazioni balneari più frequentate della Gran Bretagna. Fa parte della contea del Denbighshire.